# 滝澤三郎
滝澤 三郎（たきざわ さぶろう、1948年 - ）は、日本出身の元公務員、国際機関職員、大学教員。法務省職員、UNHCR（国際連合難民高等弁務官事務所）ジュネーブ本部財務局長、UNHCR駐日代表、国連UNHCR協会協会特別顧問、東洋英和女学院大学教授などを歴任した。現在は同大学名誉教授、ケア・インターナショナル・ジャパン副理事長を務めている。
著書に『世界の難民をたすける30の方法』『「国連式」世界で戦う仕事術』などがある。

## 略歴

### 学歴と初期キャリア
長野県出身。中学生時代に体調を崩し、長野県松本深志高等学校を1年間休学。高校卒業後は1年間の浪人生活を経て埼玉大学教養学部に入学し、1972年に卒業。その後、東京都立大学大学院で修士課程を修了、博士課程単位取得修了後、1976年に法務省へ入省。入国管理局や訟務局に勤務し、人事院の行政官長期在外研究員制度により1978年から1980年までカリフォルニア大学バークレー校経営大学院に留学、MBA（経営学修士）とアメリカ公認会計士（CPA）資格を取得した。ビジネススクール修了後はは法務省民事局に配属された。

### 国際機関でのキャリア
大学院生の時から国際機関への関心があり、専門家として自分のキャリアを構築したいと考えていた。留学中に国連日本政府代表部の採用ミッションがバークレーを訪れ、ジュネーブに空席ポストがあることを知り、応募して1981年に国際連合ジュネーブ事務局の内部監査担当専門職員として採用された。滝澤は、「国際機関で財務のスペシャリストとして働ける環境に魅力を感じた」と述べている。
1983年には国連パレスチナ難民救済事業機関（UNRWA）に日本人として初めて勤務。その後、国際連合工業開発機関（UNIDO）ウイーン本部で監察部長、財務部長、業務調整部長等などを歴任。2002年から国際連合難民高等弁務官事務所（UNHCR）ジュネーブ本部財務局長、2007年から2008年までUNHCR駐日代表を務めた。

#### UNHCRでの財務局長としての活動
28年にわたり国連諸機関に勤務し、専門は財務・会計であった。UNHCRでは財務局長や財務官を務め、全体の財務管理や資金調達、調達部門の統括を担った。財務局長としては、組織の財務状況を分析し、財政難への対応策を検討・実施するとともに、現場活動の資金配分や調達の効率化、財務の透明性向上、説明責任の強化などに取り組んだ。

### 教育・研究歴
国連大学客員教授を経て、2009年より2016年まで東洋英和女学院大学教授となり、国際協力研究科長などを歴任、客員教授も務めた。2009年から2014年まで東京大学大学院総合文化研究科特任教授を併任し、早稲田大学地域・地域間研究機構招聘研究員も務めた。2013年から国連UNHCR協会理事長、2019年より東洋英和女学院大学名誉教授、2021年からケア・インターナショナル・ジャパン副理事長を歴任している。外務省JPO選考面接委員も2020年まで11年間務めた。
研究テーマは日本の難民政策や強制移動、国際協力などであり、移民政策学会の活動にも関与し、学会報告やシンポジウムの司会なども担当している。著書・論文に「難民と国内避難民を巡る最近のUNHCRの動き」「日本の難民政策：庇護から保護へ」「Refugees and Human Security: A Note on Japans Refugee Policy」などがある。
また、シンポジウムや国会での参考人意見、新聞・テレビでの解説活動などを通じて、難民問題への社会的理解の向上と政策提言にも取り組んでいる。

## 見解
- 日本の難民受け入れ数が極めて少なく国際社会から批判されている現状を問題視し、国際的信用や人道的責任の観点から「もっと難民を受け入れるべき」と主張している。難民受け入れにかかるコストよりも、受け入れないことで外交上被る不利益の方が大きいと述べ、人道的価値観や効率的な責任分担、現実的な制度運用の重要性を強調している[7][26][27]。
- 現代の難民問題については、2017 - 2018年頃に「従来の政治亡命者中心の体制では対応できず、グローバル化や紛争による大量難民に既存の国際的保護体制が追いついていないと指摘している[3][7]。難民支援は「ハート（感情）」だけでなく「頭（合理性）」で考える必要があり、限られた資源を有効に使い、難民の自立や受け入れ国への貢献を重視すべきと述べている。受け入れ国間での公平な負担分担や多国間協力の重要性も強調している[3]。
- 2007年の論文「難民と国内避難民をめぐる最近のUNHCRの動き」では、グローバル化の中での強制移動、UNHCRの役割、国家の責任と国際協力の必要性を論じている[23]。また、研究「日本の総合的難民政策：パラダイムシフトを目指して（2021 - 2023年）」では、日本の難民受け入れが少数にとどまる一方、多額の資金協力や第三国定住、留学生としての受け入れなど新しい形の政策展開について分析し、今後の政策の方向性を提言している[25]。難民第三国定住パイロット事業やビルマ（ミャンマー）難民の国内統合に関する実証的研究も行っている[28][20]。
- 2023年成立の改正入管難民法（難民申請中の強制送還停止を原則2回に制限）については、賛成側の参考人として国会で意見を述べた[13]。参考人質疑では「難民は逃げる国を選ぶ」と述べ、日本に来る難民が高額な航空券を持つことに疑問を呈し、国連自由権規約委員会の勧告について「法的拘束力がない」と答弁した。また、「出身国情報担当官」については「迫害の可能性を客観的に判断するデータが弱い」とし、強化の必要性を指摘した[13]。産経新聞のインタビューでは、改正入管難民法を「難民政策改革の集大成」と評価し、「難民申請者の送還停止を原則2回に制限し、制度への『タダ乗り』を防ぐ一方、条約上の難民以外も保護する姿勢を明確にした」と述べている[29]。また、毎日新聞のインタビューでは、改正法により紛争地から逃れた人々も受け入れる制度が盛り込まれたことを評価している[30]。
- 2022年のロシアによるウクライナ侵攻を受けて、日本政府が迅速かつ積極的に行ったウクライナ避難民の受け入れを「難民政策の転換点」と高く評価している。首相の指示のもと、各省庁が住居や就労、教育などで手厚い支援を行ったことを異例の対応と位置づけ、補完的保護制度の創設も前向きに評価している[31][32]。また、この受け入れが日本の「難民鎖国」的な政策を変える契機となり、国民意識にも変化をもたらす可能性があると指摘している[31][33]。
- 2024年にトルコとスリランカで現地調査を行った[34]。トルコについては、クルド人に対する差別は存在するものの、迫害を受けているのは主にクルディスタン労働者党（PKK）構成員などに限られるとの見解を示した。また、PKK支持を公言するクルド人でも、トルコ当局から警告を受けた後に正規に就労し生活を続けている事例があると報告している[35][36][37]。さらに、日本に来るクルド人の多くは経済的理由や家族統合を目的とした移民であり、難民条約上の迫害の要件を満たさないケースが多いと指摘し、難民認定よりも合法的な就労の道を開くことが理にかなうと述べている[38][39]。スリランカについては、内戦終結後も差別は残るものの、政府による迫害があるとはいえないとし、日本に来ているスリランカ人の多くも就労目的の経済移民であり、難民には該当しないと指摘している[34]。滝澤はまた、クルド人についてはビザ免除により来日しやすい状況にあること、スリランカ人については短期滞在や留学などのビザが欧米諸国より取得しやすいことを指摘した上で、スリランカ人についてはビザ発給の厳格化、クルド人については入国審査の厳格化や難民審査の迅速化が必要であると提言している[34]。

## 人物
趣味は66歳で始めたマラソンで、年に数回フルマラソンを走っている。2025年には、ウクライナ避難民支援のチャリティとして、難民学生とともに東京マラソンを走った。

## 著書

### 単書
- 『国連で働く？：国連生き残り11か条』Kindle版、2017年
- 『世界の難民をたすける30の方法』合同出版 2018年
- 『「国連式」世界で戦う仕事術』集英社新書 2019年

### 共編著
- A Report on the local integration of Indo-Chinese Refugees and Displaced Persons in Japan, Commissioned by UNHCR Representation in Japan, 2009
- 『国連研究』第14号（担当範囲「難民と国内避難民を巡る潮流」）、国際書店、2013年
- 『難民・強制移動研究のフロンティア』（担当範囲「日本における難民第三国定住パイロット事業」）、墓田桂, 杉木明子, 池田丈佑, 小澤藍:編著、現代人文社、2014年
- “The Japanese Pilot Resettlement Program”, Koizumi＆Hoffstaedter, eds, Urban Refugees: Challenges in protection, services and policy, Routledge 2015 pp206–240
- 『世界の祉年鑑2016年』（担当範囲「急増する難民の保護と救済」）、旬報社
- 『人間の安全保障と平和構築』（担当範囲「日本による紛争国家からの難民受け入れ」）東大作:編著、日本評論社、2017年
- 『難民を知るための基礎知識』滝澤三郎, 山田満:共編著、明石書店、2017年
- 『国際社会学入門』（担当範囲「グローバル化時代の難民・移民」）、石井香世子:編、ナカニシヤ出版、2017 年
- 『新しい国際協力論[改訂版]』（担当範囲「新たな政治課題としての難民問題：誰を、どこで、いかに救済すべきなのか?」）山田満:編、明石書店、2018年
- 『国際社会福祉』新世界の社会福祉12（担当範囲「UNHCRの国際社会福祉のプレーヤーとしての活動」）旬報社、2020年

### 訳書・監修書
- 『オマルとハッサン：4歳で難民になったぼくと弟の15年』　ビクトリア・ジェスミン:著, 中山弘子:訳, 滝澤三郎:監訳、合同出版、2021年
- 『難民：行き詰まる国際難民制度を超えて』アレクサンダー・ベッツ, ポール・コリアー:著、滝澤三郎:監修、明石書店、2023年

### 主要論文
- 「UNHCR の予算・財務制度（計6回）」、With You、 UNHCR駐日事務所　2006年
- 「難民と国内避難民をめぐる最近のUNHCRの動き」国際公共政策研究　第12巻第1号 大阪大学　2007年
- 「難民問題の現状と課題」早稲田平和学研究　第8号　2015年
- 「第三国定住の現状と課題」国際人流　第29巻第5号 2016年
- 「世界の難民の現状と我が国の難民問題」 法律のひろば 2016年6月号
- Financial Governance of UNHCR: UNHCR’s Changing Environment　 東洋英和女学院大学大学院紀要第12号　2016年
- 「日本の難民政策の課題と展望」国際問題2017年6月号　日本国際問題研究所
- Japan’s Refugee Policy: Issues and Outlook, JIIA Digital Library, JIIA（日本国際問題研究所） March 2018
- 「難民問題と労働移民」 Work and Life, 2018 Vol.3　日本ILO協議会2018年

## 出演

### テレビ
- 『NHK日曜討論』「難民問題」、NHK、2015年
- 『NIKKEIプラスサタデー』「ニュースの疑問」、テレビ東京、2021年

ほか